# Équilibrisme
L’équilibrisme, ou pratique de l’équilibre, est une discipline des arts du spectacle utilisée essentiellement en cirque et en jonglerie mais aussi en danse, en gymnastique et dans certains sports (cyclisme, sports de glisse…). Elle consiste à développer à l'extrême l'équilibre postural.  La personne pratiquant est un équilibriste.

## En pratique
L’équilibrisme regroupe : 
- les équilibres du corps seul :

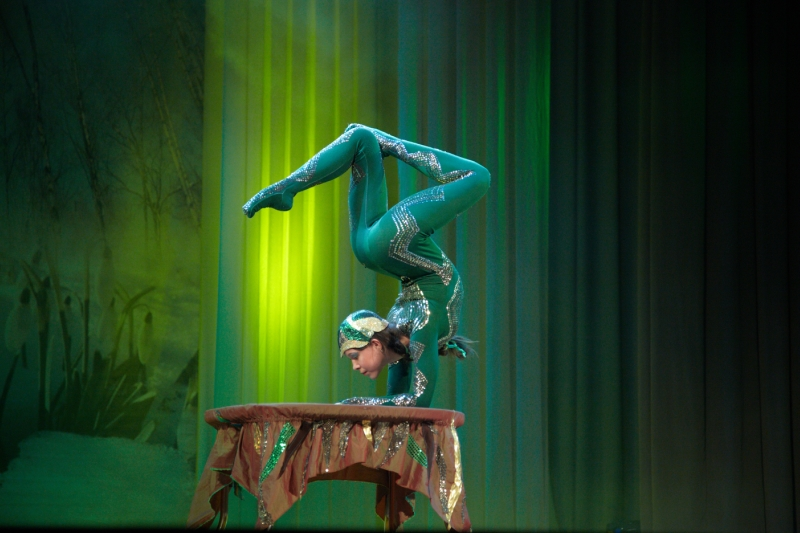
Équilibriste

  - sur ses jambes (dans beaucoup de sports) ;
  - sur les doigts des mains (musculation) et des pieds (pointes en danse) ;
  - sur les mains : appui tendu renversé en gymnastique, marcher sur les mains, équilibre sur un bras… ;
  - sur les avant-bras, les coudes ou la tête (en breakdance par exemple).

- les équilibres sur des objets :
  - fil de fer, corde raide, corde (danseur de corde), sangle (slackline) : voir funambulisme ;
  - boule ;
  - trapèze volant ;
  - tissu : un drap en tissu suspendu ;
  - échasses ;
  - monocycle, la girafe et la roue ultime ;
  - échelle libre ;
  - perche ;
  - chaise (voir Henry's) ;
  - vélo ;
  - rola bola ou rouleau américain : il s’agit d’une planche de bois disposée sur un cylindre sur lequel il faut tenir ;
  - verres [1].

- les équilibres avec des objets :
  - équilibre d’objet sur le corps : jonglerie de force, chinlon, jonglerie de contact… ;
  - manipulation de certains objets : bâton du diable, assiette chinoise…